# Anna Boberg
Anna Katarina Boberg, född Scholander, 3 december 1864 i Stockholm, död där 27 januari 1935, var en svensk konstnär, gift med arkitekten Ferdinand Boberg. Anna Scholander var dotter till Fredrik Wilhelm Scholander och dotterdotter till Axel Nyström.

## Biografi

### Tidiga år
Anna Boberg var det sjätte av sju barn i familjen Scholander.  Hon studerade franska och för en kortare tid studerade hon måleri vid Académie Julian i Paris. I Paris träffade hon även den blivande arkitekten Ferdinand Boberg som var där på en studieresa. 1884 förlovade de sig. Ferdinand Boberg hade då ännu långt ifrån ordnad ekonomi, men Anna Boberg övertalade sin mor Carin, född Nyström, att låta dem gifta sig ändå; fadern hade gått bort 1881. Anna Boberg saknade formell utbildning, men började redan under en resa till bland annat Spanien med sin mor och några av syskonen 1882 måla. Hennes far hade haft teckning och målning som lönande bisyssla.  
År 1888 gifte de sig i Stockholm, där de bodde till en början i Scholanders bostad, tills Bobergs förbättrade ekonomi tillät dem att flytta till en egen lägenhet på Tegnérgatan 13 i Stockholm. 1896 byggde paret sitt sommarställe Villa Ugglebo på Norra Djurgården. 

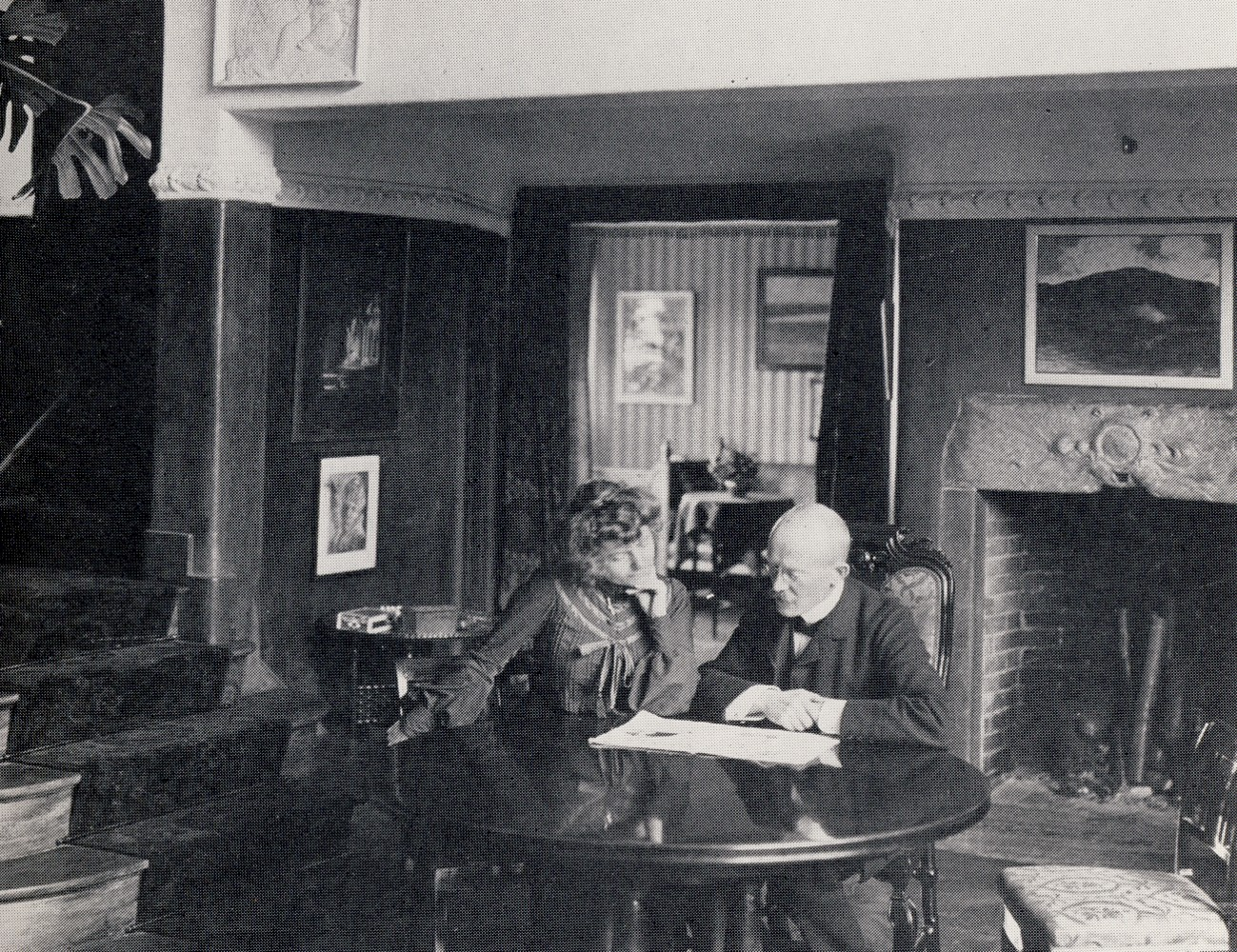
Paret Boberg i villan Vintra, 1915.

### Konstnärskarriär
1887 började Anna Boberg måla på allvar, mest akvarell, och ställde 1888 ut för första gången. Under 1890-talet målade hon också "gobelänger", oljemålningar på grov väv som liknade vävda gobelänger. "Gobelängerna" sattes upp som väggdekorationer i bland annat Hôtel Rydberg (senare rivet, varvid gobelängerna flyttades till Årsta slott). Hon utförde också väggdekorationer för Wallenbergs Grand Hôtel Saltsjöbaden. 
Kring sekelskiftet 1800–1900 arbetade Anna Boberg också med konsthantverk. Hon formgav "Påfågelvasen" för Rörstrand 1897 och konstglas för Reijmyre, samt komponerade vävnader. På världsutställningen i Paris år 1900, där Ferdinand Boberg stod som ansvarig arkitekt för den svenska paviljongen, skapade Anna Boberg talrika textilier som vävdes av Handarbetets Vänner och K.A. Almgrens sidenväveri. Hon var även författare till texten för Wilhelm Stenhammars opera Tirfing, uruppförd 1898, där hon även stod för scenografin. 
Under en resa med maken till Norrland och norra Norge 1901 fångades Anna Boberg av Nordnorges storslagna natur, och i synnerhet Lofoten. Under de följande 33 åren målade hon i huvudsak Lofotens natur och invånare, ofta vintertid. Maken ritade 1904 ett litet hus som uppfördes på Fyrön vid Svolvaer, där Anna Boberg kunde bo under sina många resor till Lofoten, ofta ensam. 
1903 ställde Anna Boberg ut sina Lofotentavlor i Stockholm för första gången, till blandad kritik. Större framgång hade hon med en utställning i Paris 1905, som fick mycket positiv kritik, och lade grunden för en framgångsrik fransk karriär. Den sista utställningen ägde rum 1927. Boberg är representerad vid bland annat Nationalmuseum och Prins Eugens Waldemarsudde.

### Efter 1915
När Ferdinand Boberg drog sig tillbaka från sin arkitektverksamhet 1915 följde Anna Boberg med honom på de många och långa resorna genom Sverige som han gjorde för projektet "Svenska Bilder", till en början i en Scania Vabis med chaufför. Ferdinand Boberg tecknade av kulturhistoriskt intressanta byggnader för att dokumentera bebyggelse som han misstänkte skulle komma att försvinna i en nära framtid. Anna  Boberg gjorde anteckningar i dagböcker kring resorna, och resultatet publicerades i bokform. 
1925 tvingades paret Boberg av ekonomiska skäl sälja villa Vintra på Södra Djurgården, ritad av Ferdinand, där de bott sedan 1903. Bobergs flyttade då till Paris. I mars 1929 återvände paret till Stockholm och bodde i villan Stora Blecktornet på Södermalm fram till Anna Bobergs död i sviterna efter en galloperation 1935. Vid hennes jordfästning närvarade kronprins Gustav Adolf, prinsessan Ingrid och prins Bertil.
Anna Boberg fick sin sista vila tillsammans med maken Ferdinand på Norra begravningsplatsen. Deras enkla gravvård består av en bronsplatta med inskriptionen: Här förvaras i var sin urna de i krematoriet brända resterna av Anna och Ferdinand Boberg. Må vår aska få vila i frid.

## Bilder

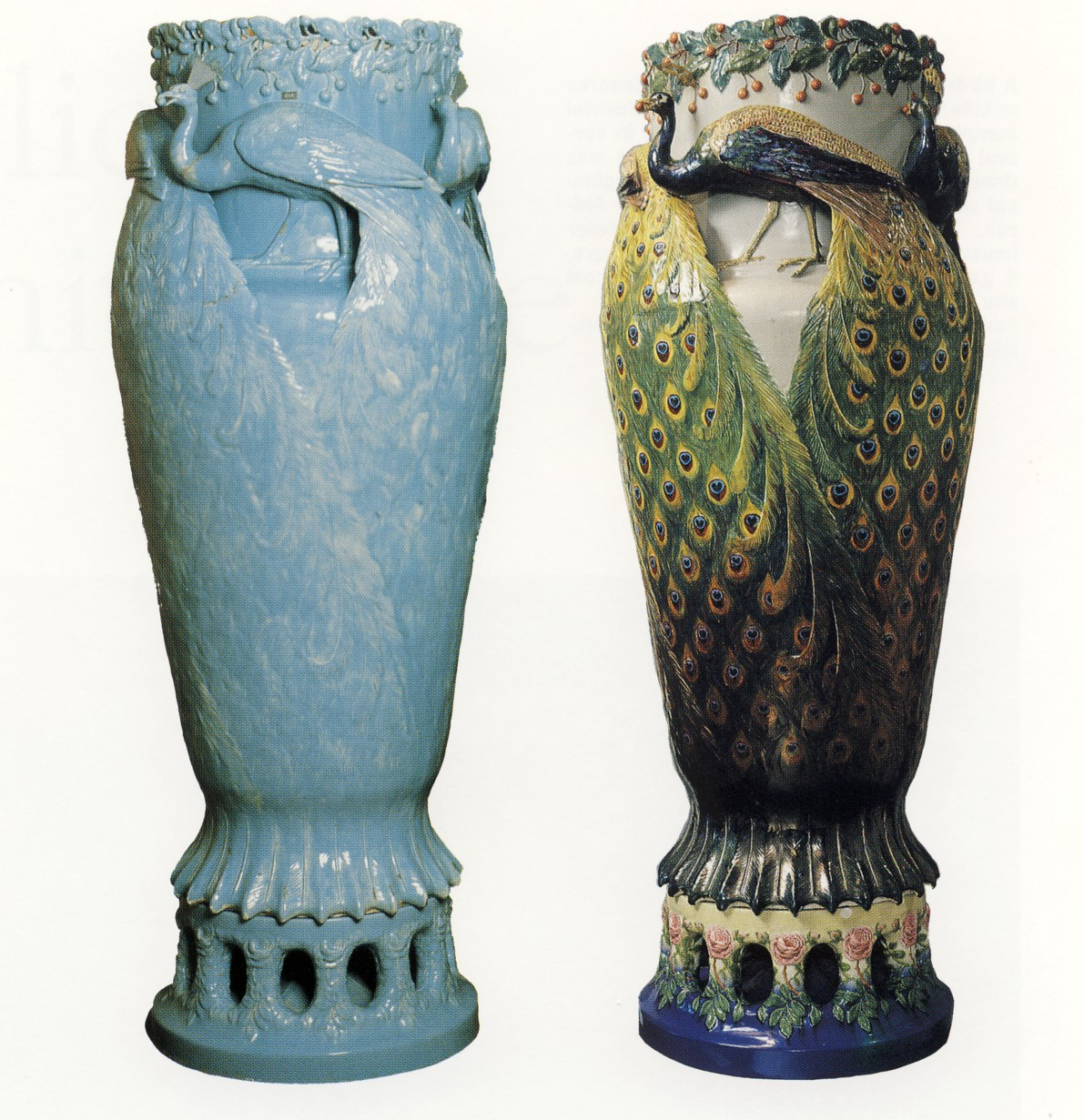
Påfågelvasen (1897)
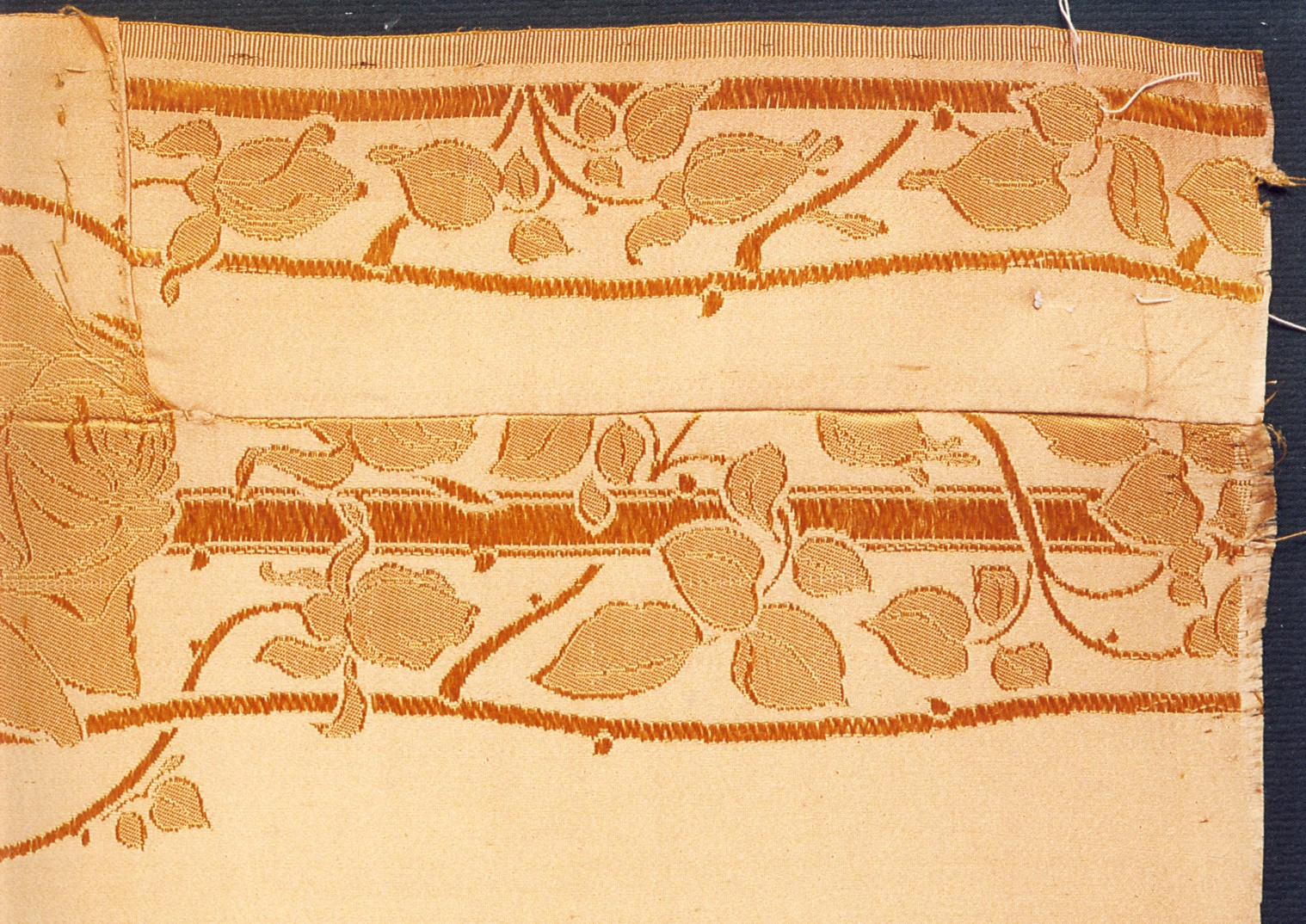
Textil, Paris (1900)
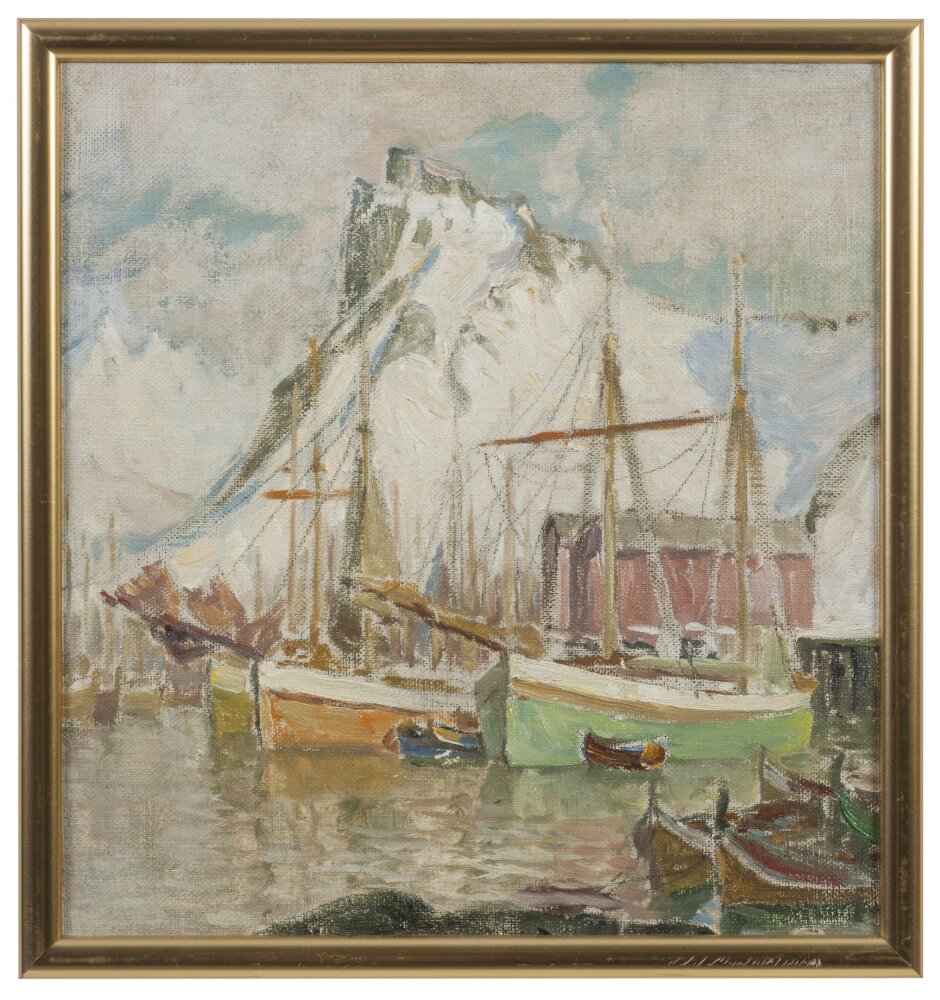
I hamnen, Svolvaer. Studie från Lofoten (1905)
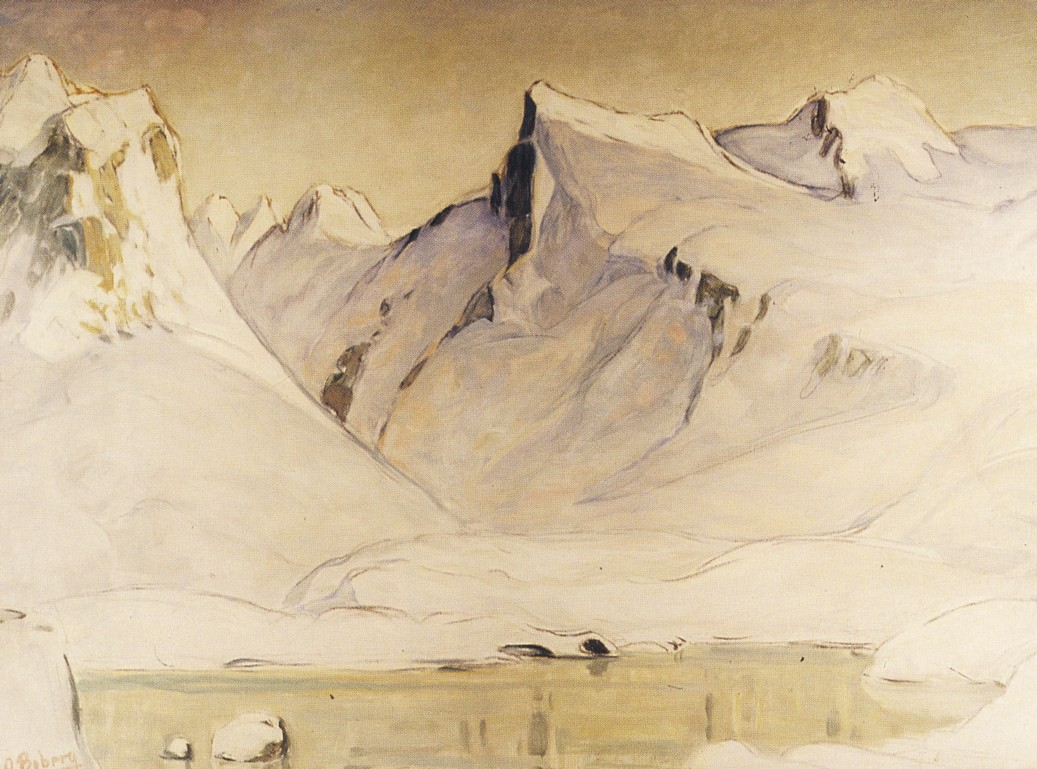
Lofotenlandskap (ca 1910)
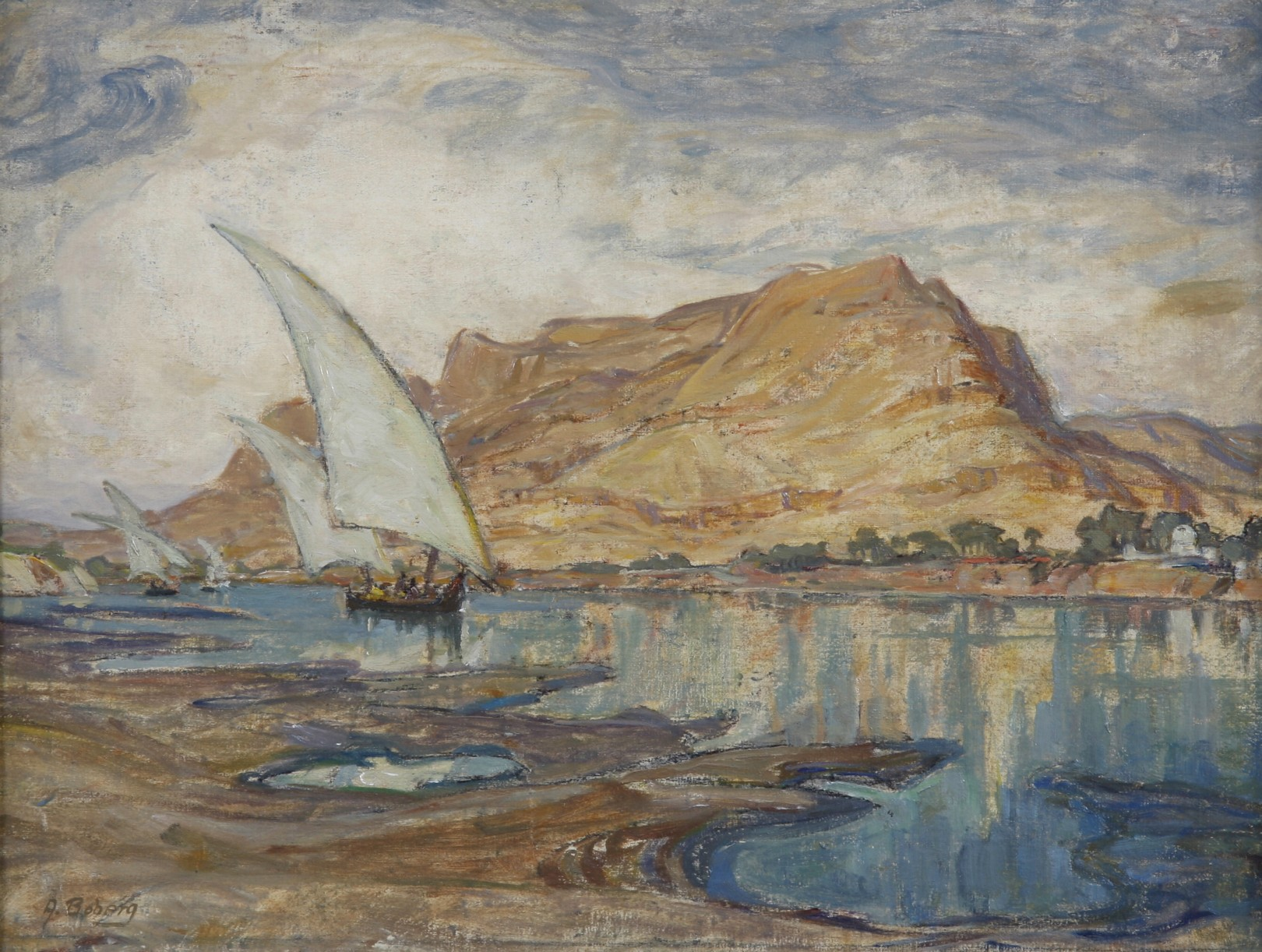
Lofotenlandskap (ca 1910)
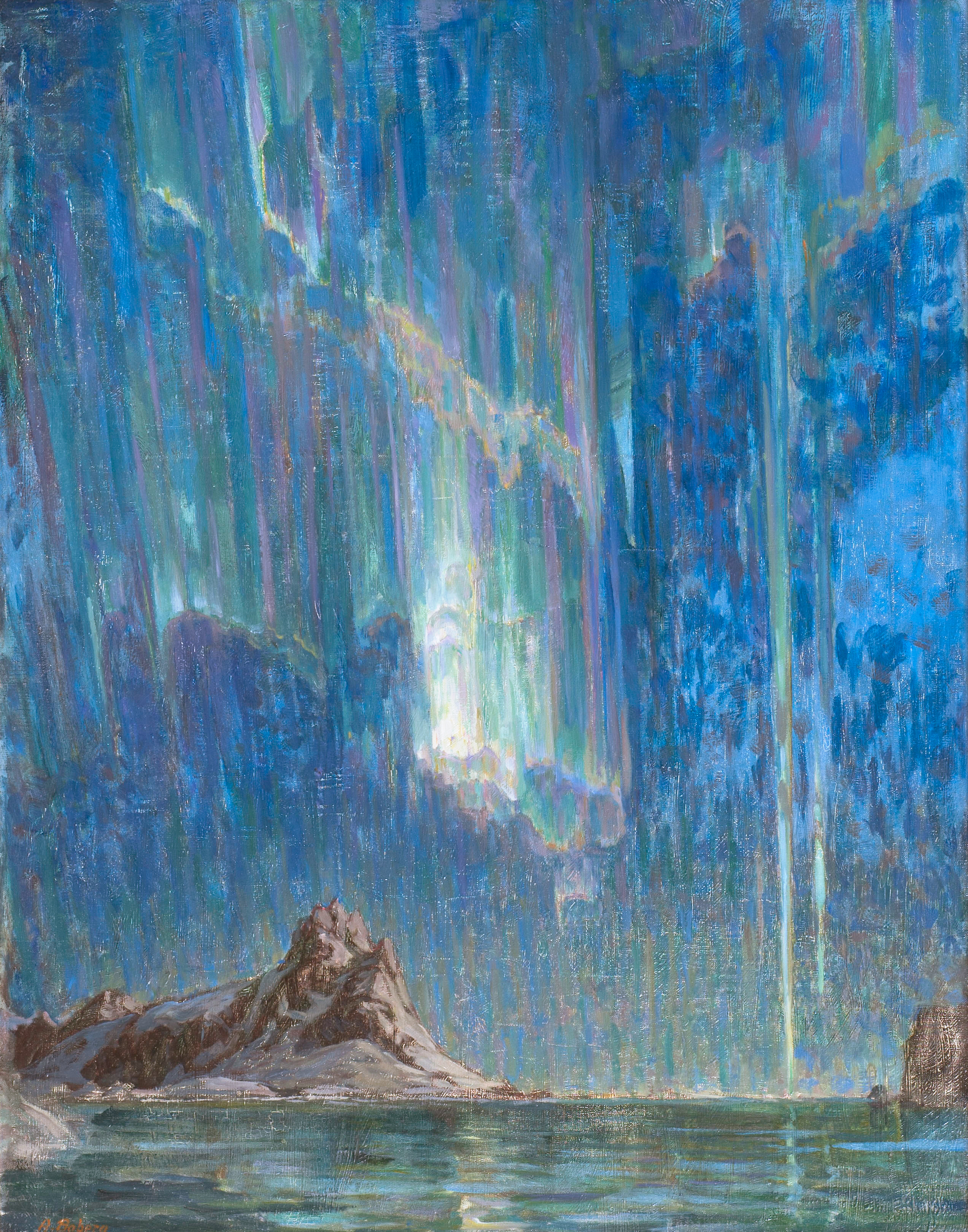
Norrsken. Studie från Nordlandet (u. å.)
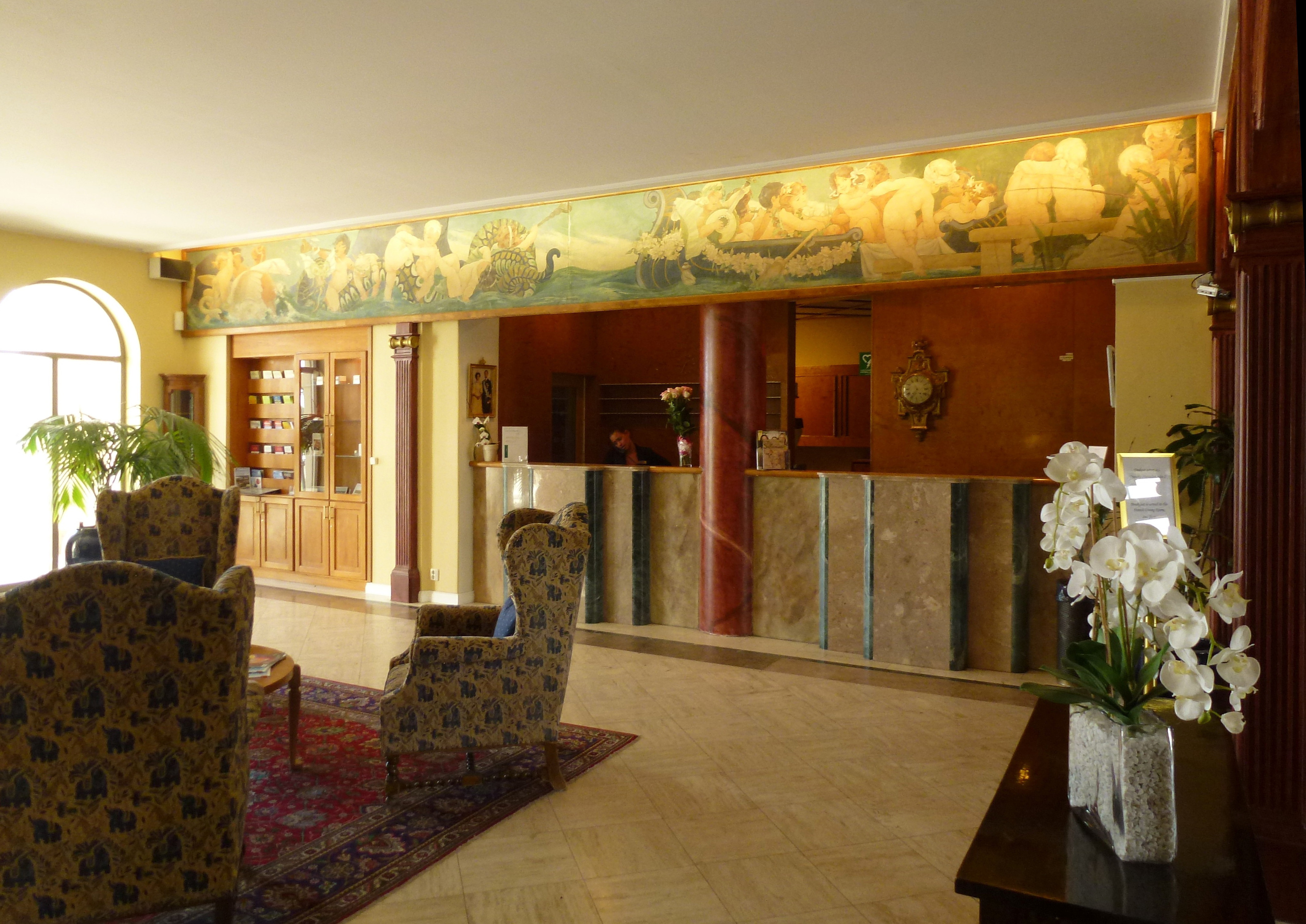
Väggmålning på Grand Hotel Saltsjöbaden.
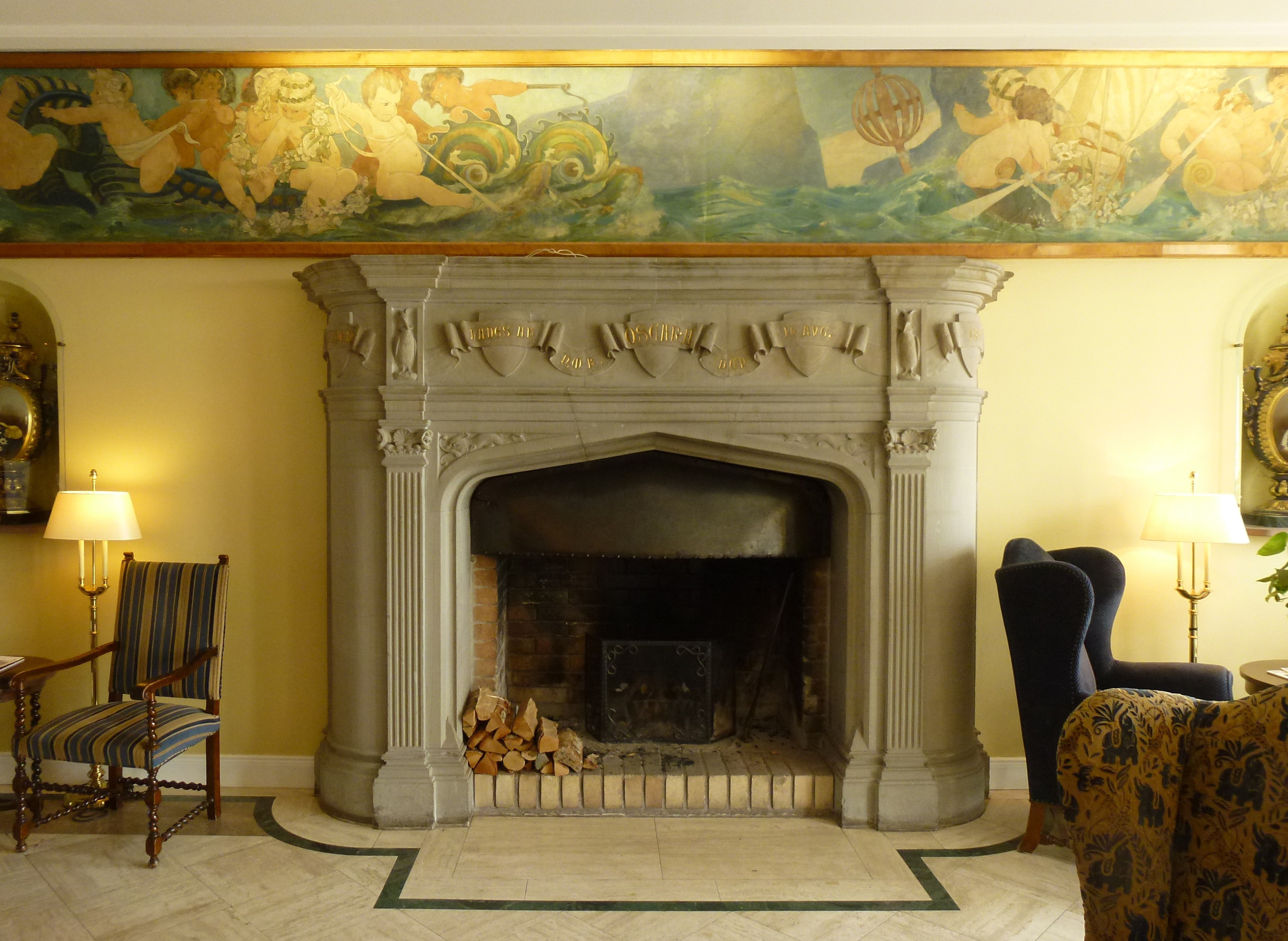
Väggmålning på Grand Hotel Saltsjöbaden.
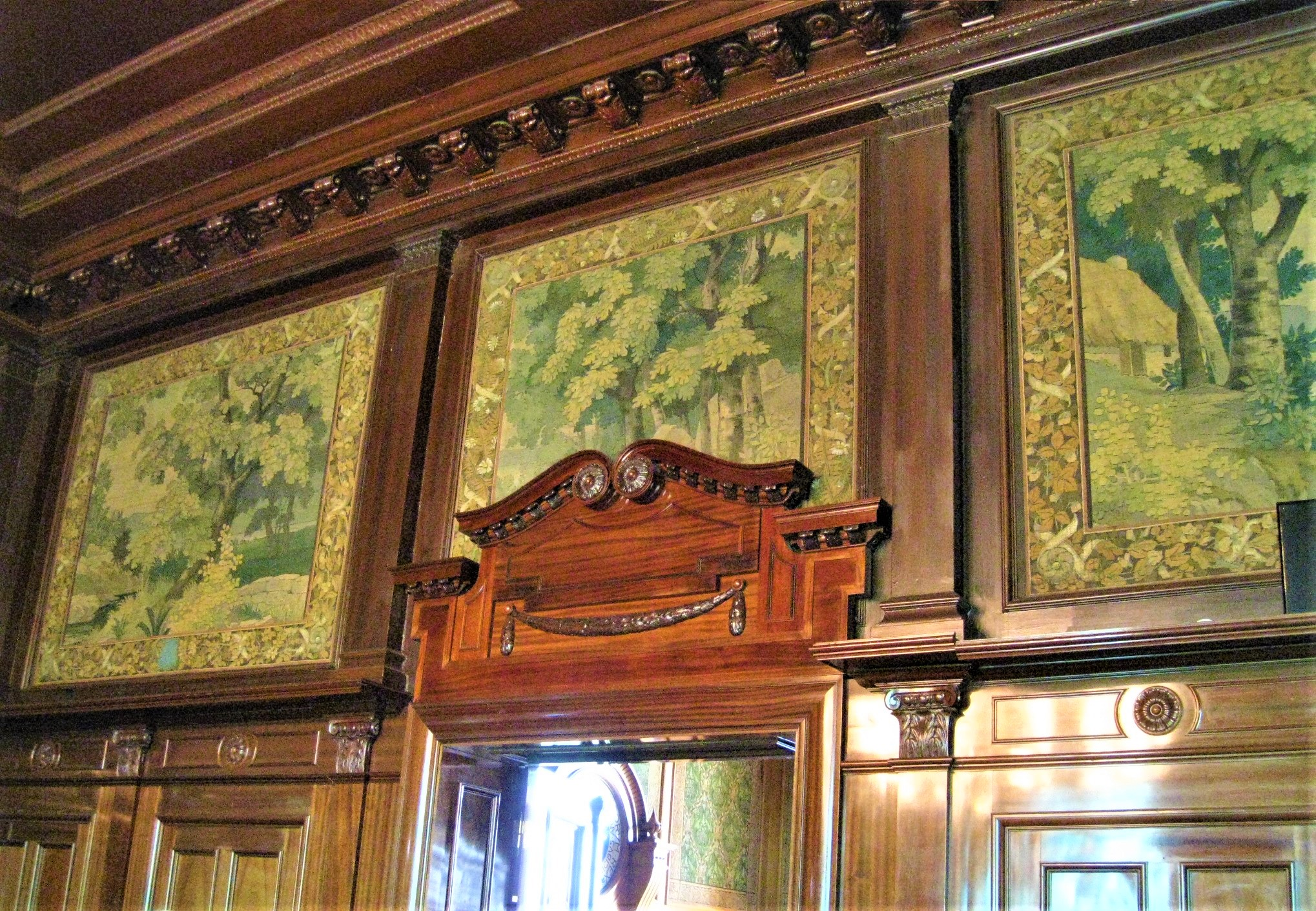
Årsta slott, väggfält i stora matsalen, gobelängimitationer av Anna Boberg, som tidigare hängde på Hotel Rydberg.
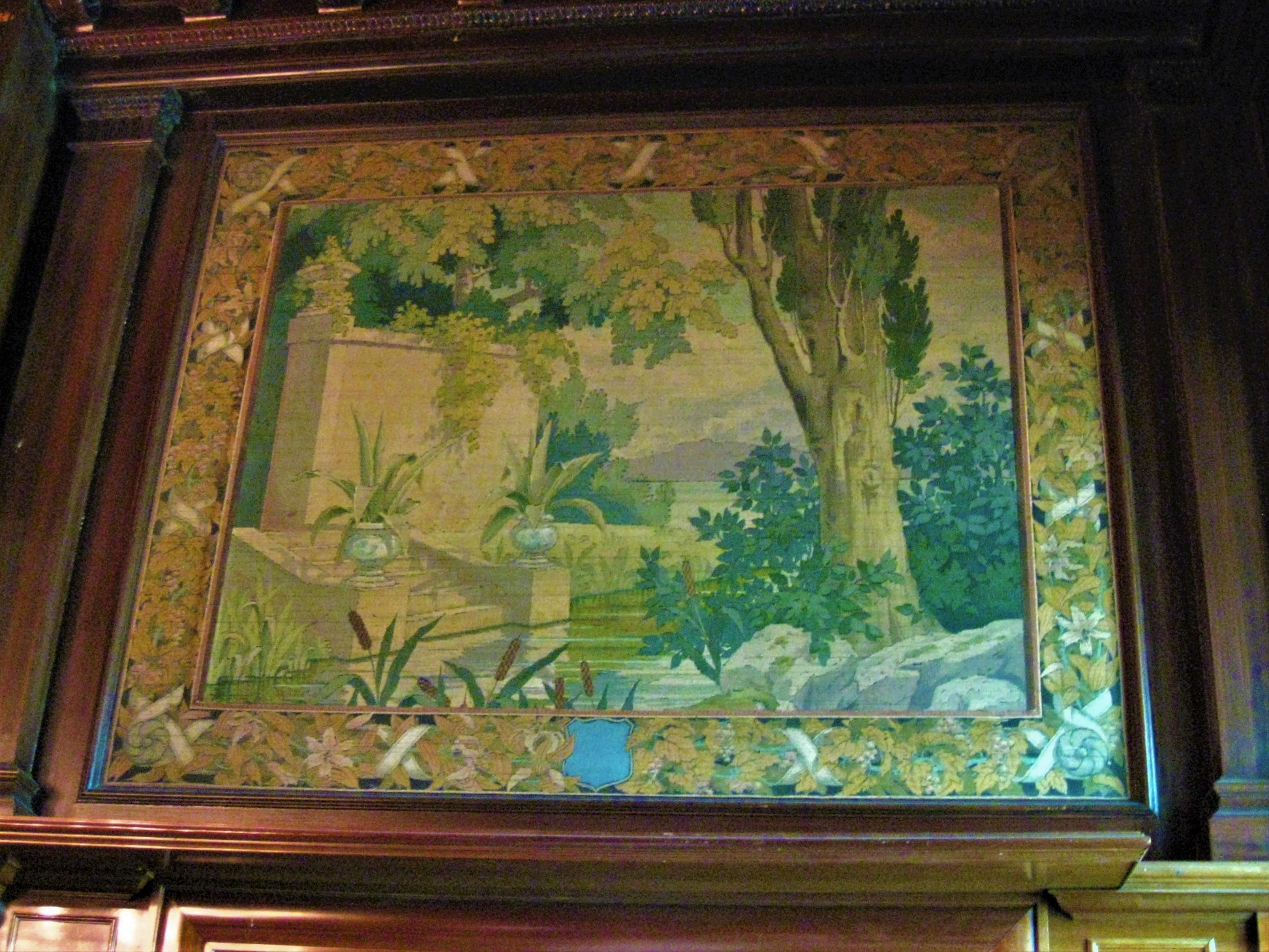
Årsta slott, väggfält i stora matsalen, gobelängimitation av Anna Boberg, som tidigare hängde på Hotel Rydberg.
Fiskeläge. Studie från Nordlandet,  Nationalmuseums samlingar
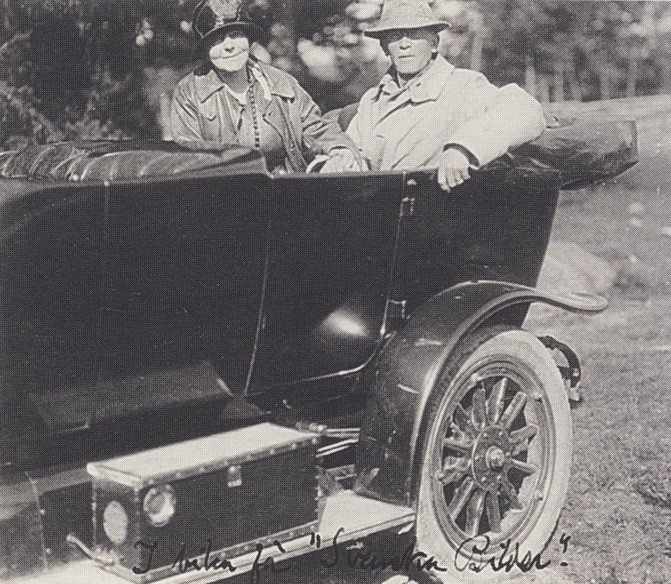
Anna och Ferdinand Boberg i sin Scania Vabis på resa genom Sverige, ca 1915.